# Sciastes mentasta
Sciastes mentasta är en spindelart som först beskrevs av Chamberlin och Ivie 1947.  Sciastes mentasta ingår i släktet Sciastes och familjen täckvävarspindlar. Inga underarter finns listade i Catalogue of Life.